# يوكي أوتسو
يوكي أوتسو (大津 祐樹) (ولد 24 مارس 1990) هو لاعب كرة قدم ياباني، شارك في دورة الألعاب الاولمبية الصيفية عام 2012 في المملكة المتحدة.

## روابط خارجية
- يوكي أوتسو على موقع الاتحاد الدولي (مؤرشف)  (الإنجليزية)
- يوكي أوتسو على موقع رابطة كرة القدم اليابانية للمحترفين (اليابانية)
- يوكي أوتسو على موقع قاعدة بيانات كرة القدم.إي يو (الإنجليزية)
- يوكي أوتسو على موقع ناشيونال فوتبول تيمز (الإنجليزية)
- يوكي أوتسو على موقع Soccerway.com (الإنجليزية)
- يوكي أوتسو على موقع عالم كرة القدم.نت (الإنجليزية)
- يوكي أوتسو على موقع أوليمبيديا (الإنجليزية)

1. ↑  "معلومات عن يوكي أوتسو على موقع worldfootball.net". worldfootball.net. مؤرشف من الأصل في 2019-07-14.
2. ↑  "معلومات عن يوكي أوتسو على موقع transfermarkt.com". transfermarkt.com. مؤرشف من الأصل في 2020-03-31.
3. ↑  "معلومات عن يوكي أوتسو على موقع int.soccerway.com". int.soccerway.com. مؤرشف من الأصل في 2019-06-28.

- Voetbal International profile (بالهولندية)
- Yuki Otsu profile at Kashiwa Reysol official website (باليابانية)
- Yuki Otsu profile at Yahoo! Japan (باليابانية)